# Seznam delovnih teles Državnega zbora Republike Slovenije
Seznam delovnih teles Državnega zbora Republike Slovenije je krovni seznam.

## Kolegij
- Kolegij predsednika Državnega zbora Republike Slovenije

## Po mandatu
- Seznam delovnih teles 1. državnega zbora Republike Slovenije (1992-1996)
- Seznam delovnih teles 2. državnega zbora Republike Slovenije (1996-2000)
- Seznam delovnih teles 3. državnega zbora Republike Slovenije (2000-2004)
- Seznam delovnih teles 4. državnega zbora Republike Slovenije (2004-2008)
- Seznam delovnih teles 5. državnega zbora Republike Slovenije (2008-2012)

## Po vrsti
- Seznam komisij Državnega zbora Republike Slovenije
- Seznam odborov Državnega zbora Republike Slovenije
- Seznam preiskovalnih komisij Državnega zbora Republike Slovenije